# マスターピース (ゲーム会社)
株式会社マスターピースは、1992年2月15日に設立された、主にコンピュータゲームを開発を行う日本の企業である。東京都新宿区に本社を置く。

## 概要
1990年代よりPC用ゲームを開発していたメーカーで、主に経営シミュレーションゲームを主力としている。主なタイトルは「ザ・コンビニ」シリーズで、PC版・PlayStation・PlayStation 2・ニンテンドーDS等様々な多くのプラットフォームに移植され、発売当初から現在に至るまで累計200万本を超えるヒット作となっている。家庭用ゲームに移植される際はアートディンク、ハムスターなどがライセンス移植品として発売。現在はPCゲームの開発から撤退。
2007年4月よりシステムエンジニアリング事業、ネットワークインテグレーション事業等を展開しており、現在はモバゲー向けにソーシャルゲームを開発するのが主な事業となっている。

## 販売していたゲームソフト(すべてPC向け)
- トラフィック・コンフュージョン

PC用ゲーム第1作、MS-DOSソフトであった。
- トラフィック・コンフュージョンII

- FiveGenerations

シミュレーションRPG
- Five Generations-Second Age-

一作目のユーザーは無料でアップデートできた、また公式オンラインショップでのみ販売された。
- ザ・コンビニ ～あの町を独占せよ～（1995年）
  - ザ・コンビニ パワーアップ･キットVol.1（1996年）
  - ザ・コンビニ　アナザーワールド（1997年）

- ザ・ファミレス ～あの町を独占せよ～（1998年）
  - ザ・ファミレス ～パワーアップ・キット～

- ザ・まるごと

ザ・コンビニ、ザ・コンビニ　パワーアップキットVol.1、ザ・ファミレスシリーズ、トラフィック・コンフュージョンIIが入ったセット。
- ザ・コンビニIII ～あの町を独占せよ～（2002年）

- ザ・コンビニIV ～市場制覇～（2004年）

2006年12月にソースネクストから廉価版が発売された。
上記にあげたもの以外では本編とパワーアップキットがセットになった製品などが存在する。